# Diocesi di Machakos
La diocesi di Machakos (in latino Dioecesis Machakosensis) è una sede della Chiesa cattolica in Kenya suffraganea dell'arcidiocesi di Nairobi. Nel 2023 contava 610.150 battezzati su 1.421.932 abitanti. È retta dal vescovo Norman King'oo Wambua.

## Territorio
La diocesi comprende il distretto civile di Machakos nella Provincia Orientale in Kenya.
Sede vescovile è la città di Machakos, dove si trova la cattedrale di Nostra Signora di Lourdes.
Il territorio è suddiviso in 49 parrocchie.

## Storia
La diocesi è stata eretta il 29 maggio 1969 con la bolla Antiquarum Africae di papa Paolo VI, ricavandone il territorio dall'arcidiocesi di Nairobi.
Il 22 luglio 2023 ha ceduto una porzione del suo territorio a vantaggio dell'erezione della diocesi di Wote.

## Cronotassi dei vescovi
Si omettono i periodi di sede vacante non superiori ai 2 anni o non storicamente accertati.
- Raphael Simon Ndingi Mwana'a Nzeki † (29 maggio 1969 - 30 agosto 1971 nominato vescovo di Nakuru)
- Urbanus Joseph Kioko † (9 luglio 1973 - 15 marzo 2003 ritirato)
- Martin Musonde Kivuva (15 marzo 2003 - 9 dicembre 2014 nominato arcivescovo di Mombasa)
  - Sede vacante (2014-2018)[1]
- Norman King'oo Wambua, dal 23 giugno 2018

## Statistiche
La diocesi nel 2023 su una popolazione di 1.421.932 persone contava 610.150 battezzati, corrispondenti al 42,9% del totale.
| anno | popolazione | popolazione | popolazione | presbiteri | presbiteri | presbiteri | presbiteri                | diaconi | religiosi | religiosi | parrocchie |
| anno | battezzati  | totale      | %           | numero     | secolari   | regolari   | battezzati per presbitero | diaconi | uomini    | donne     | parrocchie |
| ---- | ----------- | ----------- | ----------- | ---------- | ---------- | ---------- | ------------------------- | ------- | --------- | --------- | ---------- |
| 1970 | 79.502      | 706.550     | 11,3        | 37         | 5          | 32         | 2.148                     |         | 40        | 37        |            |
| 1980 | 173.544     | 1.019.000   | 17,0        | 41         | 16         | 25         | 4.232                     |         | 37        | 46        | 22         |
| 1990 | 325.920     | 1.406.929   | 23,2        | 65         | 38         | 27         | 5.014                     |         | 51        | 69        | 29         |
| 1999 | 510.738     | 1.923.698   | 26,5        | 87         | 69         | 18         | 5.870                     |         | 73        | 97        | 40         |
| 2000 | 629.504     | 1.975.027   | 31,9        | 103        | 82         | 21         | 6.111                     |         | 89        | 97        | 40         |
| 2001 | 630.263     | 2.008.889   | 31,4        | 106        | 87         | 19         | 5.945                     |         | 97        | 113       | 40         |
| 2002 | 648.209     | 2.008.889   | 32,3        | 114        | 90         | 24         | 5.686                     |         | 108       | 122       | 40         |
| 2003 | 676.045     | 2.020.909   | 33,5        | 124        | 102        | 22         | 5.451                     |         | 108       | 111       | 40         |
| 2004 | 781.799     | 2.104.727   | 37,1        | 116        | 95         | 21         | 6.739                     |         | 144       | 127       | 48         |
| 2013 | 1.153.000   | 2.924.000   | 39,4        | 171        | 146        | 25         | 6.742                     |         | 71        | 185       | 68         |
| 2016 | 1.373.193   | 3.009.513   | 45,6        | 228        | 197        | 31         | 6.022                     |         | 94        | 211       | 75         |
| 2019 | 1.138.930   | 2.869.490   | 39,7        | 238        | 205        | 33         | 4.785                     |         | 97        | 291       | 78         |
| 2021 | 1.197.750   | 3.017.700   | 39,7        | 245        | 210        | 35         | 4.888                     |         | 94        | 249       | 80         |
| 2023 | 610.150     | 1.421.932   | 42,9        | 134        | 112        | 22         | 4.553                     | 6       | ?         | ?         | 49         |